# Брессан, Ренан
Рена́н Барди́ни Бресса́н (порт.-браз. Renan Bardini Bressan; бел. Рэнан Бардзіні Брэссан; род. 3 ноября 1988[…], Тубаран, Санта-Катарина) — бразильский и белорусский футболист, полузащитник. Мастер спорта Республики Беларусь международного класса. Лучший футболист Беларуси 2012 года. Один из лучших игроков в истории БАТЭ.

## Карьера

### Клубная
Начал играть в футбол в пять лет. Первые тренеры — Антонио Карлос и Себастьяно. Первый профессиональный контракт подписал с командой из своего родного города за 150 долларов в месяц. В одном из показательных матчей его заметил агент и предложил два варианта трудоустройства — «Витебск» и «Карпаты», но контракт Брессан заключил с «Гомелем».
В январе 2010 года подписал контракт с БАТЭ. Четырежды включался БФФ в список 22 лучших футболистов чемпионата Беларуси: 2009, 2010, 2011, 2012.
Участник Лиги Европы 2010/11 (отличался по одному забитому голу в домашних матчах команды против «Хабнарфьордюра», «Маритиму» — первый матч плей-офф, «АЗ» 2-го тура, «Шерифа» 4-го тура, «Пари Сен-Жермен» — первый матч 1/16 финала) и Лиги чемпионов сезонов 2011/12 (на счету по одному забитому мячу в выездных матчах против «Линфилда» и пльзенской «Виктории» 1-го тура, и домашних матчах против «Экранаса» и «Милана» 4-го тура) и 2012/13 (забил гол в ворота «Баварии» в домашнем матче 2-го тура и «Валенсии» в гостевом матче 4-го тура) в составе БАТЭ.
26 ноября 2012 года заключил соглашение с клубом «Алания» сроком на 3,5 года, к которому присоединился 15 января 2013 года (полноправный игрок «Алании» с 15 декабря). Через полгода клуб вылетел в ФНЛ, где Ренан выступил за команду ещё в восьми матчах. В октябре 2013 года Брессан в одностороннем порядке разорвал контракт с владикавказским клубом, имевшим перед ним многомесячную задолженность по заработной плате.
10 февраля перешёл в стан вице-чемпиона Казахстана клуб «Астана», срок соглашения — 2 года. 12 июля клуб отзаявил футболиста из всех соревнований, а 29 июля Брессан расторг контракт с клубом по обоюдному согласию сторон.
2 августа 2014 года заключил контракт с португальским клубом «Риу Аве», выступавшим в высшем дивизионе чемпионата Португалии, сроком на 2 года. Брессан быстро закрепился в основном составе. Позднее интерес к полузащитнику стал проявлять ряд клубов Бразилии и Турции. В июне 2016 года перешёл в кипрский АПОЭЛ. Брессан не смог закрепиться в составе команды. В январе 2017 года, разорвав соглашение с АПОЭЛОм, стал игроком португальского «Шавеша». В мае 2019 года покинул клуб.
В сентябре 2019 года подписал контракт с клубом «Куяба». Сыграв за команду в трёх матчах, покинул её по окончании контракта в декабре 2019 года.
В феврале 2020 года присоединился к другому бразильскому клубу — «Паране», где был одним из ведущих игроков. В октябре продлил контракт с командой.
В феврале 2021 года стал игроком «Жувентуде».
В июне 2021 года стал игроком «КРБ».
В июле 2022 года стал игроком клуба «Вила-Нова», однако сразу же получил серьёзную травму, которая требовала длительного лечения и в ноябре 2022 года покинул клуб.
В феврале 2023 года стал игроком клуба «Эрсилио Лус».
В ноябре 2023 года футболист стал игроком бразильского мини-футбольного клуба «Барсемлона».

### В сборной
Участник Олимпийских игр 2012 в Лондоне. На турнире забил 1 мяч, что символично, в ворота бразильцев.
Ренан изъявлял желание играть за национальную сборную Беларуси и дебютировал в ней 29 февраля 2012 года в товарищеском матче со сборной Молдовы в турецкой Анталье (0:0). 15 августа 2012 года в товарищеском матче со сборной Армении в Ереване (2:1) оформил дубль, 16 октября 2012 года отличился забитым мячом в матче отборочного турнира чемпионата мира по футболу 2014 против сборной Грузии в Минске (2:0).

## Достижения

### Командные
«Гомель»
- Серебряный призёр чемпионата Беларуси: 2007

БАТЭ
- Чемпион Беларуси (3): 2010, 2011, 2012
- Обладатель Кубка Беларуси: 2009/10
- Обладатель Суперкубка Беларуси (2): 2010, 2011

### Личные
- Лучший легионер чемпионата Беларуси 2009[28]
- Лучший игрок чемпионата Беларуси (2010, 2011, 2012)
- Лучший бомбардир чемпионата Беларуси (2010, 2011)
- Лучший полузащитник чемпионата Беларуси (2010, 2011)
- Лауреат трофея «BelSwissBank» имени Александра Прокопенко в номинации «За футбольный талант и самоотдачу в игре за Беларусь» (2012)
- Лучший футболист Беларуси: 2012[29]

## Личная жизнь
Ренан — католик. Знает португальский, английский и русский языки. В 2007 году познакомился со своей будущей женой Марианной, она училась в медицинском институте.
17 декабря 2010 года Указом Президента Республики Беларусь Брессан получил белорусское гражданство.